# Cerotelion nigricans
Cerotelion nigricans är en tvåvingeart som beskrevs av Lane 1948. Cerotelion nigricans ingår i släktet Cerotelion och familjen platthornsmyggor. Inga underarter finns listade i Catalogue of Life.